# Gai Licini Macre Calvus
Gai Licini Macre Calvus (llatí: Gaius Licinius Macer Calvus) (28 de maig del 82 aC - vers 46 aC) va ser un orador i poeta romà fill de Gai Licini Macer que s'havia suïcidat quan l'anaven a acusar d'extorsió. Era membre de la gens Licínia, una gens romana plebea.
Com a orador, va ser considerat pels seus compatriotes que no era indigne de ser classificat al costat de Cèsar, Marc Juni Brutus, Asini Pol·lió i Marc Valeri Messal·la, i alguns deien que rivalitzava fins i tot amb el mateix Ciceró. Com a poeta se l'acostuma a situar al costat de Catul.
Aquest Licini Macre va ser molt probablement el mateix que l'historiador del mateix nom citat amb freqüència per Titus Livi i altres autors, i el mateix que l'orador mencionat a l'obra sobre retòrica, Brutus de Ciceró tot i que no hi ha proves suficients per identificar-lo. El jove Licini Macre Calvus, que tenia setze anys quan va morir el seu pare, es va dedicar a estudiar amb intensitat i es va sotmetre a una disciplina extraordinària, perquè tota la seva força corporal pogués concentrar-se en la recerca intel·lectual. Però l'excés d'estudi sembla que va esgotar la seva constitució, ja que va morir segurament quan tenia 35 o 36 anys, quan havia escrit vint-i-un llibres.
Només s'han conservat els noms de cinc d'aquestes obres: Contra Asitius; Contra Drusus; Pro Messius; Per a C. Cato, un discurs dirigit per Asini Pol·lió; i Contra Vatinius, que va ser defensat per Ciceró. Aquest últim llibre una acusació contra el tribú Publi Vatini, estava dividit en diverses parts. Va ser el seu primer discurs en públic, que va fer quan tenia 27 anys. Diversos escriptors, entre ells Sèneca el Vell, mencionen aquest discurs com a digne de mèrit i que va desenvolupar els càrrecs contra Vatini amb tanta habilitat i tan poderós va ser l'efecte produït, que l'acusat, incapaç de reprimir el que sentia, es va posar dret enmig de la peroració, i va exclamar amb entusiasme: Rogo vos, judices num, si iste disertus est, ideo me damnari oporteat? (us pregunto, jutges, si això és tant clar, cal que per aquesta raó em declari culpable?).
Com a poeta, va ser l'autor de moltes peces curtes, de caràcter lleuger i una mica confús, però que eren considerades mostres de geni. Va escriure elegies a la mort prematura de la seva amant Quintília, plenes de bellesa i de tendresa que van ser admirades per Catul, Properci i Ovidi. Va escriure també uns famosa epigrammata, epigrames de contingut festiu i satíric, sobre Pompeu, Juli Cèsar i els que formaven part de les seves corts. El contingut amarg d'alguns dels seus poemes li agradava a Suetoni. Es creu, a partir dels comentaris de Plini el Jove i d'Aule Gel·li que els poemes de Calv estaven plens d'enginy i de gràcia, però que tenien una certa duresa d'expressió i versificació que ofenia les orelles d'aquells romans habituats a la suavitat dels poetes de la cort d'August. Sens dubte, els poemes eren molt llegits, i fins i tot Horaci el menyspreava despectivament, segurament per gelosia, atesa la popularitat de Licini Macre Calvus. No n'han arribat sinó només escassos fragments d'aquests poemes, cap de més de dues línies, cosa que no permet formar actualment cap opinió. No es coneixen tampoc els títols de les seves obres.